# Hausz Isa
Hausz Isa (arab. ‏حوش عيسى‎) – miasto w Egipcie, w muhafazie Al-Buhajra. W 2021 roku liczyło 331 827 mieszkańców.